# Daulatpur (upazila)
Pour les articles homonymes, voir Daulatpur.
Daulatpur (en bengali : দৌলতপুর) est une upazila du Bangladesh dans le district de Manikganj. En 1991, on y dénombrait 138 606 habitants.